# Линия 7 (Мадридский метрополитен)
Линия 7 — линия Мадридского метрополитена, которая была открыта 17 июля 1974 года. В настоящее время он проходит от станции Питис до станции Оспиталь-дель-Энарес.

## История
Линия была расширена несколько раз. Первоначально он проходил между станциями «Пуэбло-Нуэво» — «Лас-Мусас». 17 мая 1975 года линия была продлена от «Пуэбло-Нуэво» до «Авенида-де-Америка» и не продлевалась в течение многих лет. Проблема была решена в 1998—1999 годах, когда в четыре этапа была открыта пристройка к Питис. Первый этап был между станциями «Авенида-де-Америка» и «Грегорио-Мараньон», был открыт 1 апреля 1998 года, а затем «Грегорио-Мараньон» — «Каналь». Следующая открытая секция расширила линию до Вальдесарсы, и последняя секция далее достигла станции «Питис». «Питис» был единственной станцией в мадридском метро, которая имела ограниченное время работы. Между 1999 и 2018 годами большинство поездов курсировали между Эстадио Олимпико и Лакомой, а «Питис» обслуживался всего несколькими поездами в час.
4 мая 2007 года линия 7 была продлена от Лас-Мусаса до городов Кослада и Сан-Фернандо.
Начиная с 2019 года, все поезда, как ожидается, останавливаются  на конечной станции «Питис» после открытия станции «Арройофресно», которая была ранее построена, но не открыта из-за продолжающегося строительства окружающих объектов. Станция «Арройофресно» была окончательно открыта 23 марта 2019 года.

## Пересадки
- На линию 5: на станции Пуэбло-Нуэво
- На линию 4: на станции Авенида-де-Америка
- На линию 6: на станциях Авенида-де-Америка и Гусман-эль-Буэно
- На линию 9: на станции Авенида-де-Америка
- На линию 10: на станции Грегорио-Мараньон
- На линию 2: на станции Каналь